# Saint-Barbant
Saint-Barbant foi uma comuna francesa na região administrativa da Nova Aquitânia, no departamento de Alto Vienne. Estendia-se por uma área de 42,47 km². Em 2010 a comuna tinha 363 habitantes (densidade: 8,5 hab./km²).
Em 1 de janeiro de 2019, passou a fazer parte da nova comuna de Val-d'Oire-et-Gartempe.